# IC 4502
IC 4502 је спирална галаксија у сазвјежђу Волар која се налази на листи објеката дубоког неба у Индекс каталогу.
Деклинација објекта је + 37° 17' 59" а ректасцензија 14h 45m 15,7s. Привидна величина (магнитуда) објекта IC 4502 износи 15,0 а фотографска магнитуда 15,8.